# ESO 269-57
ESO 269-57は、ケンタウルス座の方角に約1億5500万光年離れた位置にある棒渦巻銀河である。1970年代に行われたヨーロッパ南天天文台(ESO)のSurvey of the Southern Skyで発見され、この符号が付けられた。
1999年4月、ヨーロッパ南天天文台はESO 269-57を観測し、内側の「環」といくつかのきつい渦になった傷ついた腕を持ち、外側は複数に枝分かれした腕に囲まれている複雑な構造を持つことを発見した。大部分は星形成領域の中に、青く暗い多くの天体が見えた。その速度は3100km/s以上であった。約4′の範囲に広がり、これは直径20万光年近くに相当する。